# 19 Фортуна
19 Фортуна (лат. 19 Fortuna) је астероид главног астероидног појаса са пречником од приближно 200 km.
Афел астероида је на удаљености од 2,826 астрономских јединица (АЈ) од Сунца, а перихел на 2,057 АЈ.
Ексцентрицитет орбите износи 0,157, инклинација (нагиб) орбите у односу на раван еклиптике 1,572 степени, а орбитални период износи 1393,932 дана (3,816 године).
Апсолутна магнитуда астероида је 7,13 а геометријски албедо 0,037.
Астероид је откривен 22. августа 1852. године.